# Bomolocha obesalis
Bomolocha obesalis är en fjärilsart som beskrevs av Treitschke 1828. Bomolocha obesalis ingår i släktet Bomolocha och familjen nattflyn. Inga underarter finns listade i Catalogue of Life.